# 高木省吾
高木 省吾（たかぎ しょうご、1976年10月5日 - ）は、日本のプロレスラー。
選手やファンからはジェットの愛称で呼称される事が多い。

## 経歴
闘龍門の8期生として入門。T2Pのメンバーとしてメキシコ渡り、フェラーリ・F355ベルリネッタを模した覆面レスラー、ベルリネッタ・ボクサーとして2001年にデビュー。イタリアン・コネクション第6のメンバー(リーダーのミラノ曰く「入れた覚えは無い」らしいが、正式メンバーとして迎えられる)として活動していたが寡黙なキャラクターも相まって存在感を発揮するには到らなかった。
T2P解散後は実力不足のためメキシコに飛び闘龍門Xに編入され、ムルシエラゴと共にスポーツカー軍団、ロス・カーロス・エクソティコスとして活動。Xの逆上陸後、ようやく闘龍門JAPANに合流する。2003年、同志である"brother"YASSHI、ドッティ修司らがイタコネを離脱すると、戸惑いながらも2人を追いかけ、自身もイタコネを離脱。だが「弱い奴はいらない」として同行を拒否され、9月の始めから姿を消す。その後、10月の後楽園ホールで行われたレイデパレハス公式戦・ドッティ修司＆YASSHIvs望月＆土井の試合に乱入し、ドッティの凶器攻撃を受ける望月を救出するフリをして観客を欺き望月を攻撃、ドッティらと結託する。試合後、マスクを脱いで素顔の高木省吾としての活動を開始。その後、はぐれ軍団（仮）を経て悪冠一色のメンバーとなるが連戦連敗が続く。この頃からジェットと呼ばれるようになる。このジェットの由来はタイガー・ジェット・シンのように凶暴なヒールレスラーになってほしい、という願いを込めて、悪冠一色のメンバーにジェットと名付けられ、選手・ファンからのあだ名も「ジェット」となる(それまでは前リングネームのベルリネッタ・ボクサーを省略して、ベルと呼ばれていた)。2004年12月31日にDRAGON GATEから職務怠慢・素行不良を理由に、他のメンバーと共に解雇される。
2005年7月19日のdragondoor旗揚げ後は元悪冠一色のメンバーとdragondoorの興行に参加している。2005年から参戦しているDDTプロレスリングでは、2006年2月1日高木三四郎との高木コントラ高木戦に敗れ、ジェット省吾になったが、5月4日に行われたJET世界ジェット級選手権ジェットロイヤルを制し初代王者となった。6月25日新宿FACE大会では蛇人間に改造され、蛇ット省吾になった（7月9日名古屋大会の男色ディーノ戦で元に戻る）が、胃腸などの病気で試合を欠場する。復帰しても扁桃腺の手術するなど体調がすぐれず、プロレスとは別に再就職をし、プロレス参戦は日曜日のみと発表された。
2019年4月10日、DRAGON GATE（後楽園ホール大会）に約14年ぶりに参戦した。

## 得意技
左フック
パンチを打つ度に会場から「ジェ、ジェ、ジェ」と歓声が起こり、最後は「ウ〜ッ、ジェット」で締める。
BTボム
J.J（ジャンボ・ジェット）
足刈り（主にセコンド時に使用）
相手側のレスラーがロープ際に来て走り出す直前に、タイミング良く足を払って倒す技。味方の戦況をアシストする、高木の得意技である。

## リングネーム
- ベルリネッタ・ボクサー
- 高木省吾
- 高木"ジェット"省吾
- サタデー☆省吾（土曜日限定）
- サンデー☆省吾（日曜日限定）
- ゴールデンウィーク☆省吾（ゴールデンウィーク限定）
- ジェット省吾（DDTプロレスリング限定）
- 蛇ット省吾（DDTプロレスリング限定）
- ジェット666（暗黒プロレス組織666限定）